# Parapheromia ficta
Parapheromia ficta är en fjärilsart som beskrevs av Frederick H. Rindge 1972. Parapheromia ficta ingår i släktet Parapheromia och familjen mätare. Inga underarter finns listade i Catalogue of Life.